# Blues for Schuur
Blues for Schuur — студийный альбом американской певицы и пианистки Дайан Шуур, записанный с продюсером Элом Шмиттом и аранжировщиком Грегом Адамсом. Релиз состоялся в 1997 году на лейбле GRP Records.

## Отзывы критиков
| Оценки критиков                            | Оценки критиков |
| Источник                                   | Оценка          |
| ------------------------------------------ | --------------- |
| AllMusic                                   | [ 1 ]           |
| The Encyclopedia of Popular Music          | [ 2 ]           |
| MusicHound Jazz: The Essential Album Guide | [ 3 ]           |
| The Rolling Stone Jazz & Blues Album Guide | [ 4 ]           |

Скотт Яноу из AllMusic высоко оценил альбом, отметив, что Шуур великолепно звучит на протяжении всего этого зажигательного свидания при поддержке группы, которая подчёркивает блюзовое настроение, хотя время от времени звучат соло, акцент делается на голосе Шуур. «Подкупающее выступление талантливой певицы», — резюмировал он.

## Список композиций
1. «I’m Not Ashamed to Sing the Blues» (Роберт А. Джонсон, Сэм Рэй Мосли) — 6:26
2. «When Did You Leave Heaven?» (Чарльз Браун, Стэн Льюис) — 4:16
3. «Stormy Monday Blues» (Боб Краудер, Билли Экстайн, Эрл Хайнс) — 3:04
4. «These Blues» (Чарльз Браун, Джимми Дейл Гилмор) — 4:41
5. «Moonlight & Shadows» (Чарльз Браун) — 4:23
6. «All Right, OK, You Win (I’m in Love with You)» (Мэйми Уоттс, Сидни Уич) — 3:07
7. «Who Will The Next Fool Be?» (Чарли Рич) — 2:29
8. «Save Your Love for Me» (Бадди Джонсон, Вудроу «Бадди» Джонсон) — 5:04
9. «Someone to Love» (Чарльз Браун) — 6:05
10. «Toodle Loo on Down» (Родни Стерджис, Кларенс Уильямс) — 2:42
11. «You’ve Got to Hurt Before You Heal» (Ларри Эддисон) — 4:57
12. «I Want to Go Home» (Чарльз Браун) — 3:18

## Участники записи
- Аранжировка — Грег Адамс
- Бас-гитара — Мелвин Дэвис
- Вокал — Дайан Шуур
- Гитара — Дэвид Т. Уокер
- Мастеринг — Даг Сакс
- Запись — Эл Шмитт, Билл Смит
- Продюсер, сведение — Эл Шмитт
- Саксофон — Гэри Хербиг, Джонни Бэмонт, Ларри Уильямс
- Тромбон — Мэтт Файндерс, Ник Лэйн
- Труба — Чак Финдли, Грег Адамс
- Ударные — Харви Мейсон
- Фортепиано, орган — Джай Виндинг

Сведения взяты из аннотации к альбому.

## Чарты

### Еженедельные чарты
| Чарт (1997)                     | Высшая позиция |
| ------------------------------- | -------------- |
| США (Billboard Top Jazz Albums) | 5              |

### Годовые чарты
| Чарт (1997)                     | Позиция |
| ------------------------------- | ------- |
| США (Billboard Top Jazz Albums) | 25      |